# Ouessant
Ouessant (Enez Eusa in bretone, Ushant in inglese, Ognissanti in italiano, desueto) è un'isola e un comune francese di 888 abitanti situato nel dipartimento del Finistère nella regione della Bretagna.

## Geografia fisica

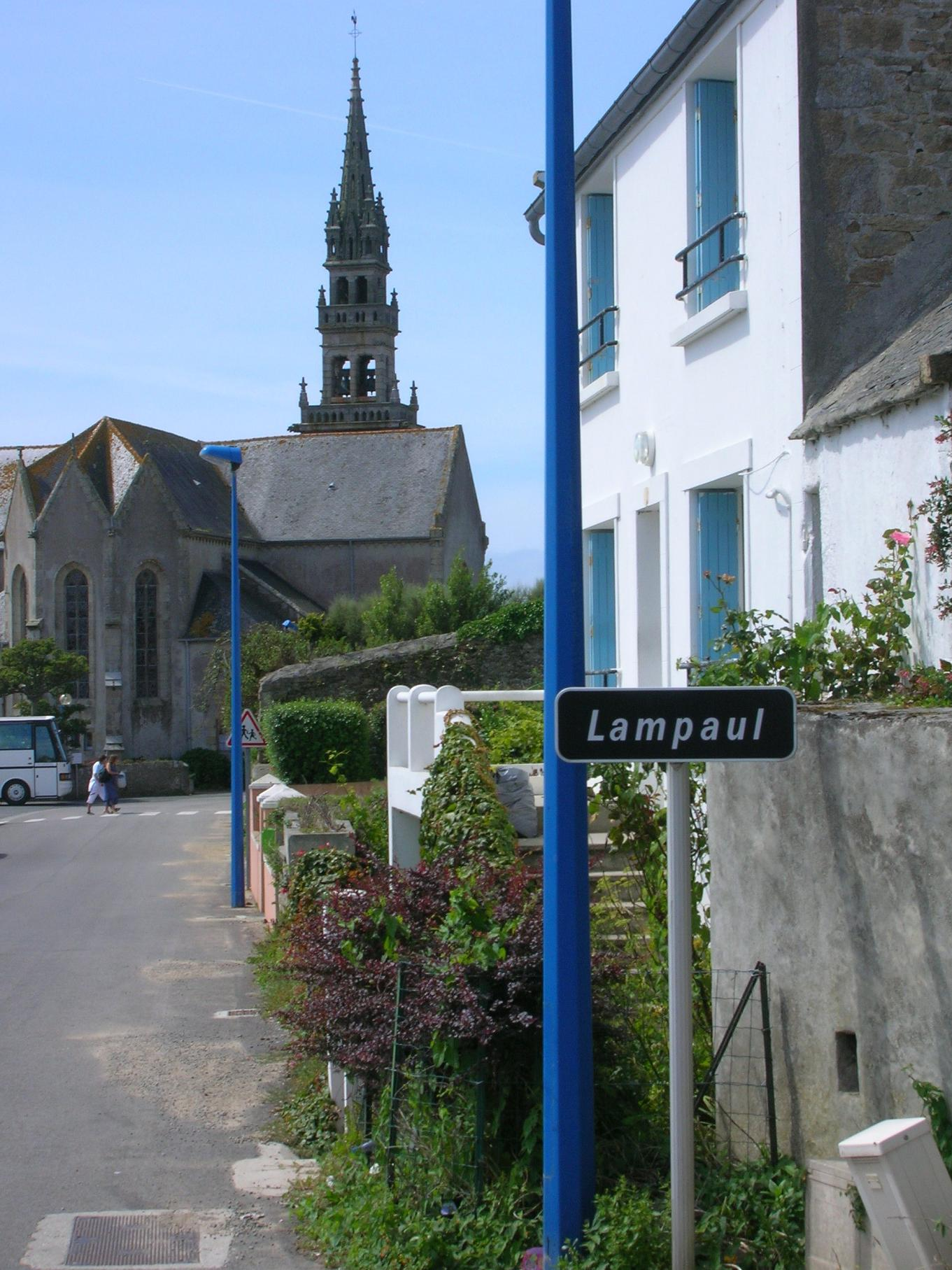
Il villaggio di Lampaul sull'isola di Ouessant

Ouessant è la settima isola francese per estensione, dista 20 km dalle coste del Finistère, è lunga 8 km e larga 4, ed è il territorio della Francia più ad ovest (ad eccezione dei dipartimenti d'Oltremare). L'isola è separata dall'arcipelago dell'île-Molène dal passaggio di Fromveur, un braccio di mare con forti correnti (da 8 a 10 nodi) e profondo una sessantina di metri.
Ouessant ha una forma simile a quella di una chela di granchio, infatti nella sua parte occidentale l'isola si divide in due punte, quella di Pern e quella di Feuntenvelen che circondano la baia di Lampaul, ad est si trova la baia di Stiff. Il territorio dell'isola è pressoché pianeggiante, ma le scogliere talvolta sono alte e frastagliate. Attorno all'isola si trovano numerosi scogli ed isolotti fra i quali i maggiori sono l'isola di Keller a nord e l'isolotto di Nividic a ovest.
Ouessant, assieme alle isole Scilly viene tradizionalmente considerata il delimitatore occidentale del canale della Manica. Questo tratto di mare è percorso da circa 50.000 navi ogni anno per questo sull'isola, oltre a cinque fari, è stato installato nel 1982 anche un radar che controlla il traffico marittimo.

## Storia
Ouessant è un'isola sin dai tempi preistorici. Alla fine dell'ultima era glaciale era già separata dal resto del continente. Le prime testimonianze di civiltà sull'isola risolgono a circa il 1500 a.C. È stato scoperto un villaggio precristiano che è esistito per secoli a Ouessant, segno di una civilizzazione antica. L'isola ha costituito un riparo per le marine dell'antichità (cartaginesi, greci, romani) che commerciavano lo stagno con le popolazioni britanniche.

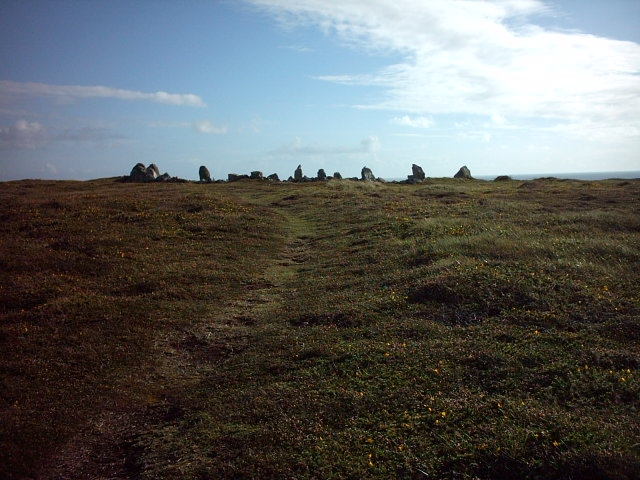
Ouessant

Ouessant è sempre stata molto isolata dal resto del paese a causa delle numerose difficoltà che si dovevano affrontare per raggiungerla, creando così una sorta di società autarchica. La popolazione locale, composta nella maggioranza da donne, praticava principalmente l'agricoltura come mezzo di sussistenza. Gli uomini erano imbarcati nella Marina Reale e impegnati generalmente in lontane missioni. Molti non facevano ritorno sull'isola. Lo sviluppo delle linee commerciali significò per molti di loro una nuova occupazione meno rischiosa nella marina mercantile, mentre le donne restavano sull'isola ad occuparsi della terra, della casa e dei bambini: erano loro le vere capofamiglia.
L'innovazione e il miglioramento dei collegamenti con la terraferma, necessari allo sviluppo dell'isola, non arrivarono che nel 1880, con la messa in servizio del primo battello a vapore che effettuava un servizio regolare. La regolarità dei collegamenti dipendeva dalle condizioni meteorologiche, che in questa zona, come già detto, erano e sono molto difficili. È nella seconda metà del XIX secolo che il progresso fece la sua comparsa su Ouessant, con l'edificazione di una scuola, di un piccolo porto, di una chiesa (che rimpiazzò le numerose cappelle presenti), ma soprattutto con l'inizio di un processo di segnalamento delle coste così pericolose per i naviganti, grazie a fari e boe. Nel 1953 venne elettrificata tutta l'isola.
Per scoprire la storia dell'isola è possibile visitare l'"Ecomuseo" e alcuni siti archeologici che si trovano sparsi nelle campagne dell'isola.

## Fari e radar
A partire dal 1669 - data in cui venne costruito il Faro di Stiff - Ouessant venne fornita di una serie di opere per la messa in sicurezza e la segnalazione dei pericoli che i natanti possono trovare in quel tratto di mare. Ecco perché sull'isola di Ouessant questi "giganti" sono ormai parte del paesaggio.
- Créac'h
- Kéreon
- La Jument
- Le Stiff
- Nividic
- Radar (costruito nel 1982)

### Galleria d'immagini

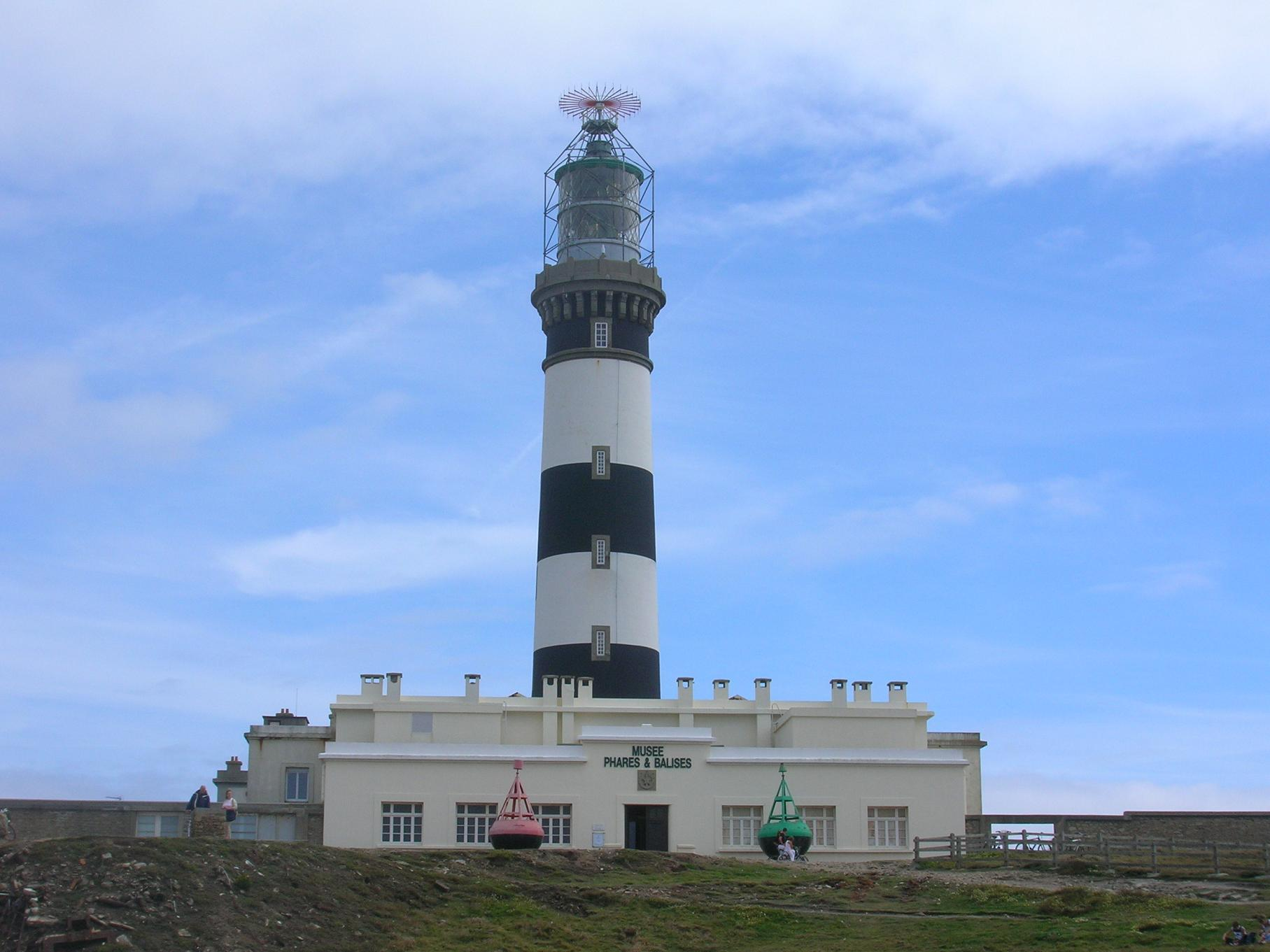
Il faro di Créac'h e il "Museo dei Fari e delle Boe"
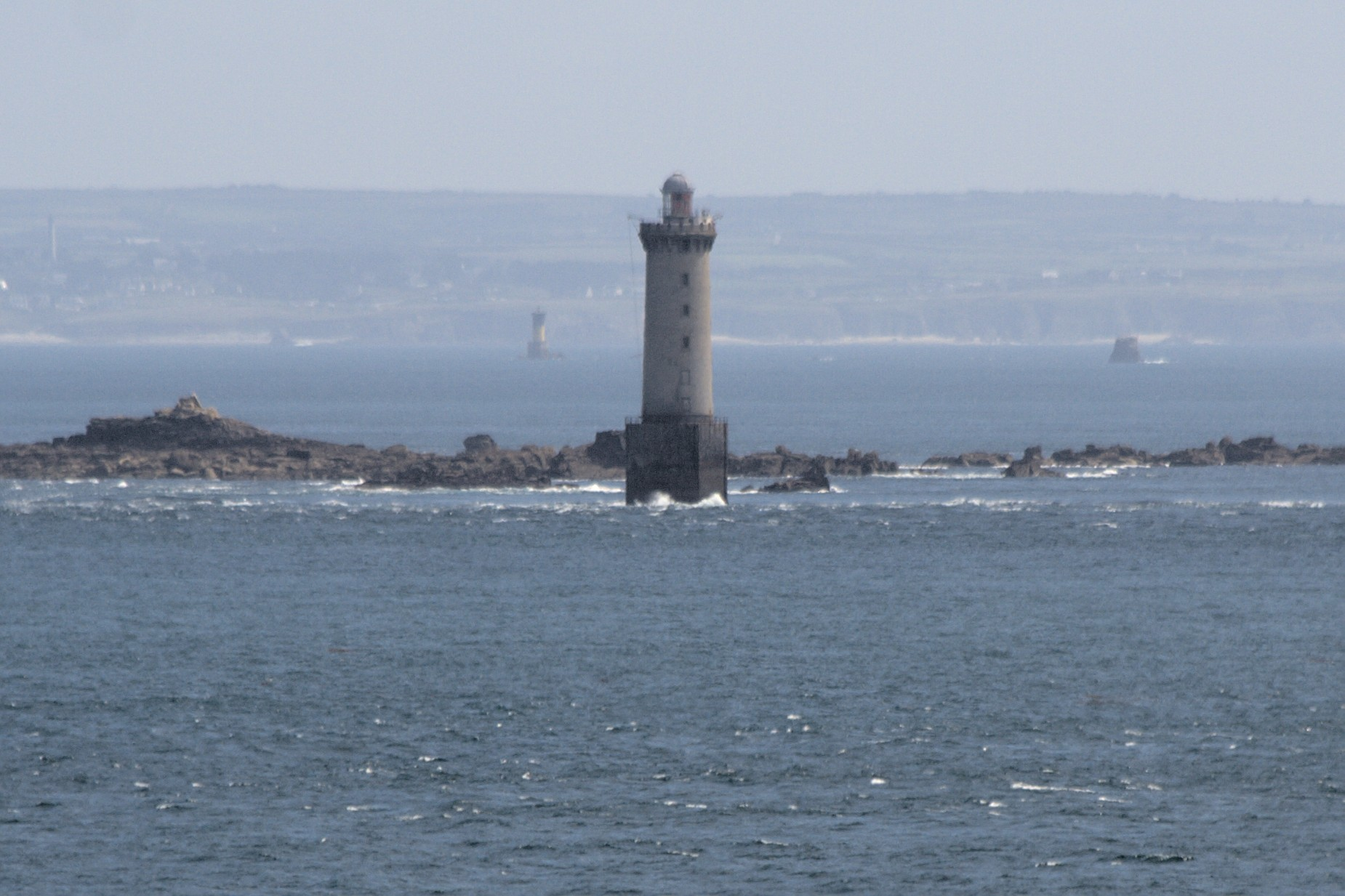
Il faro di Kéreon
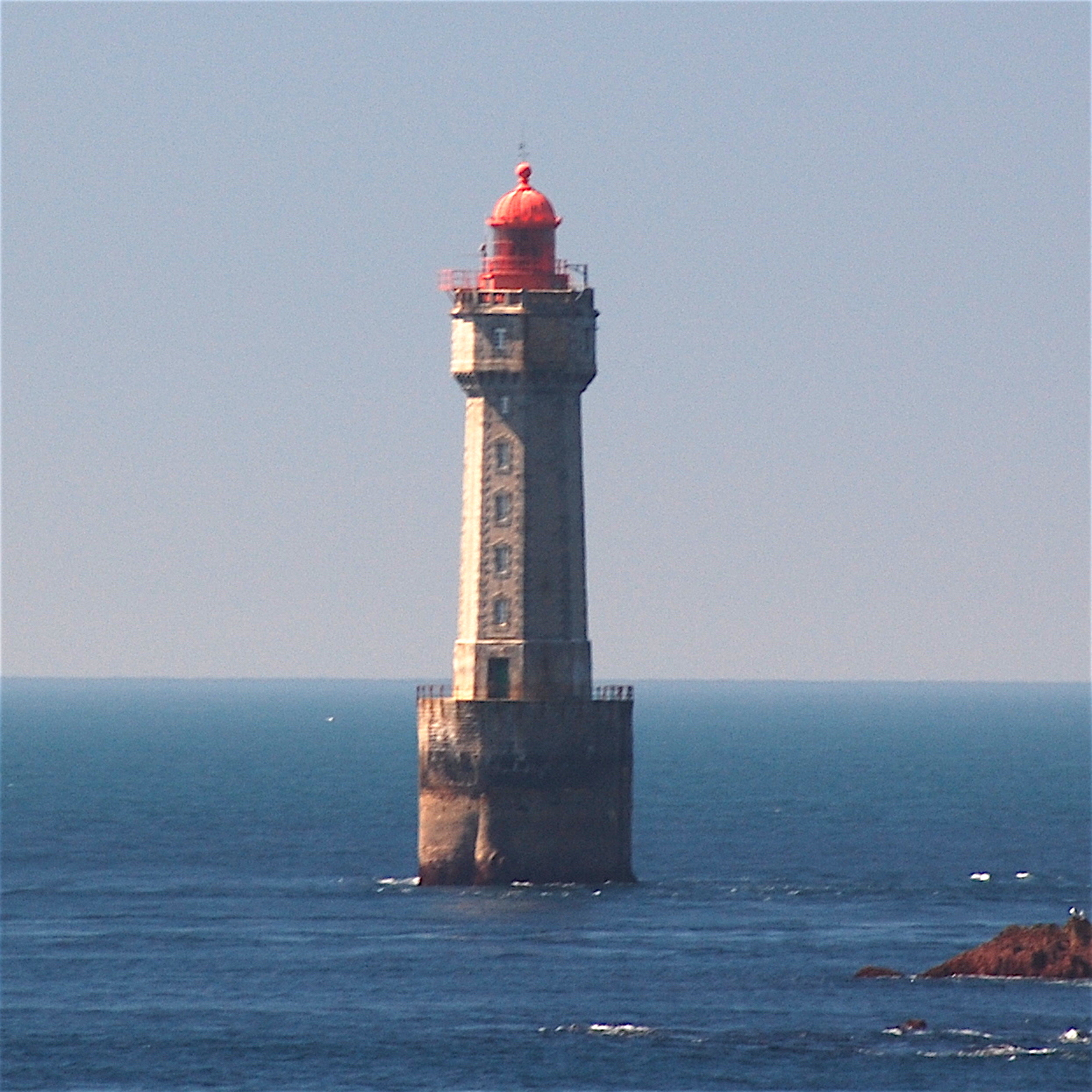
Il faro di La Jument
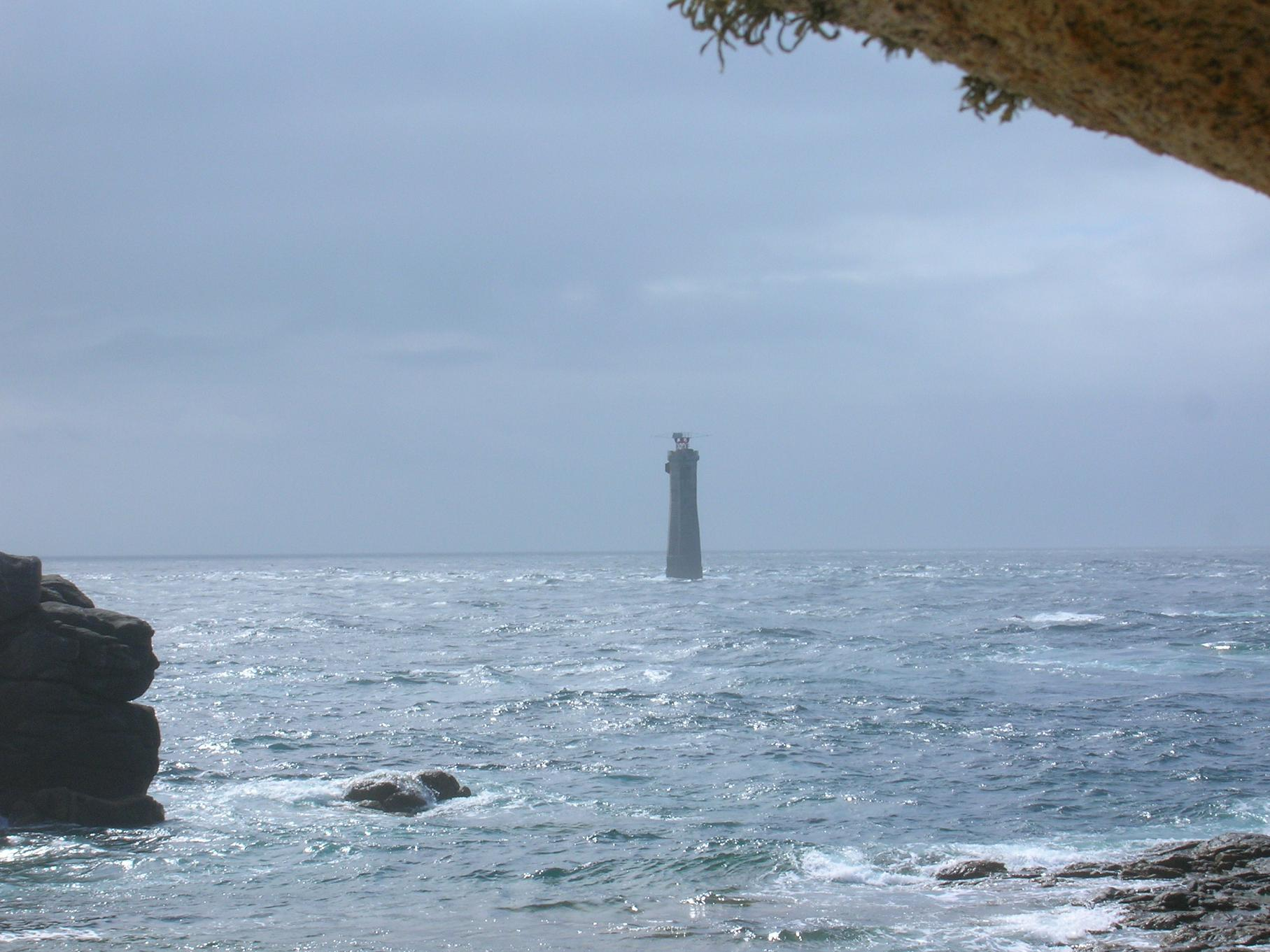
Il faro di Nividic
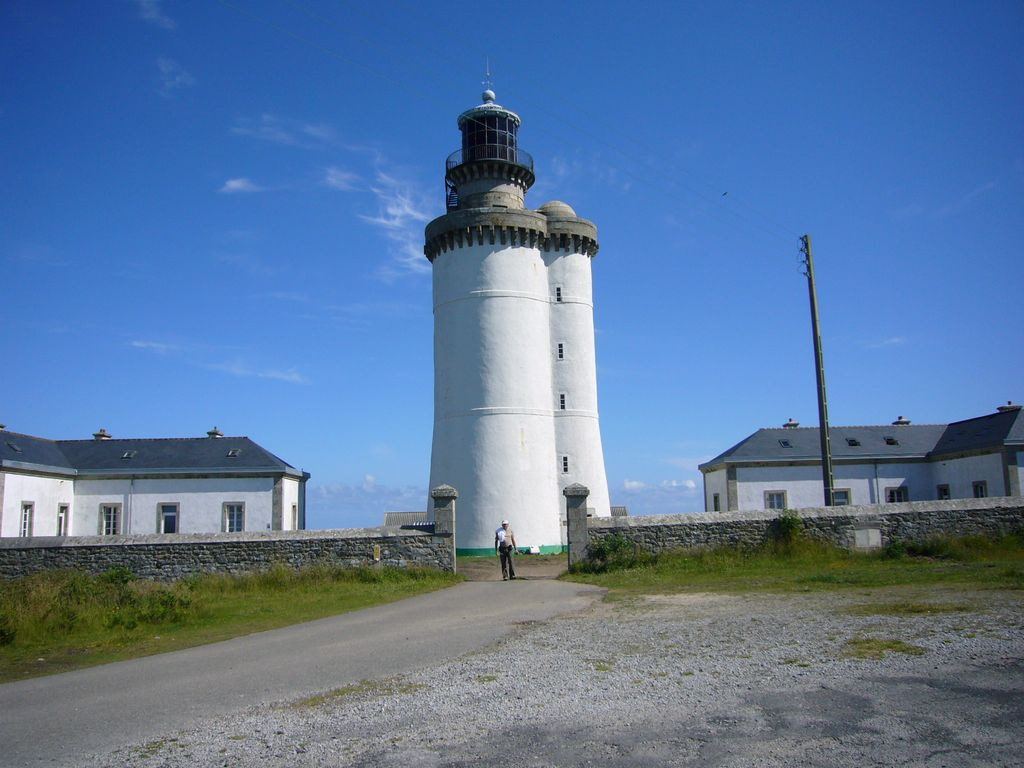
Il faro di Le Stiff
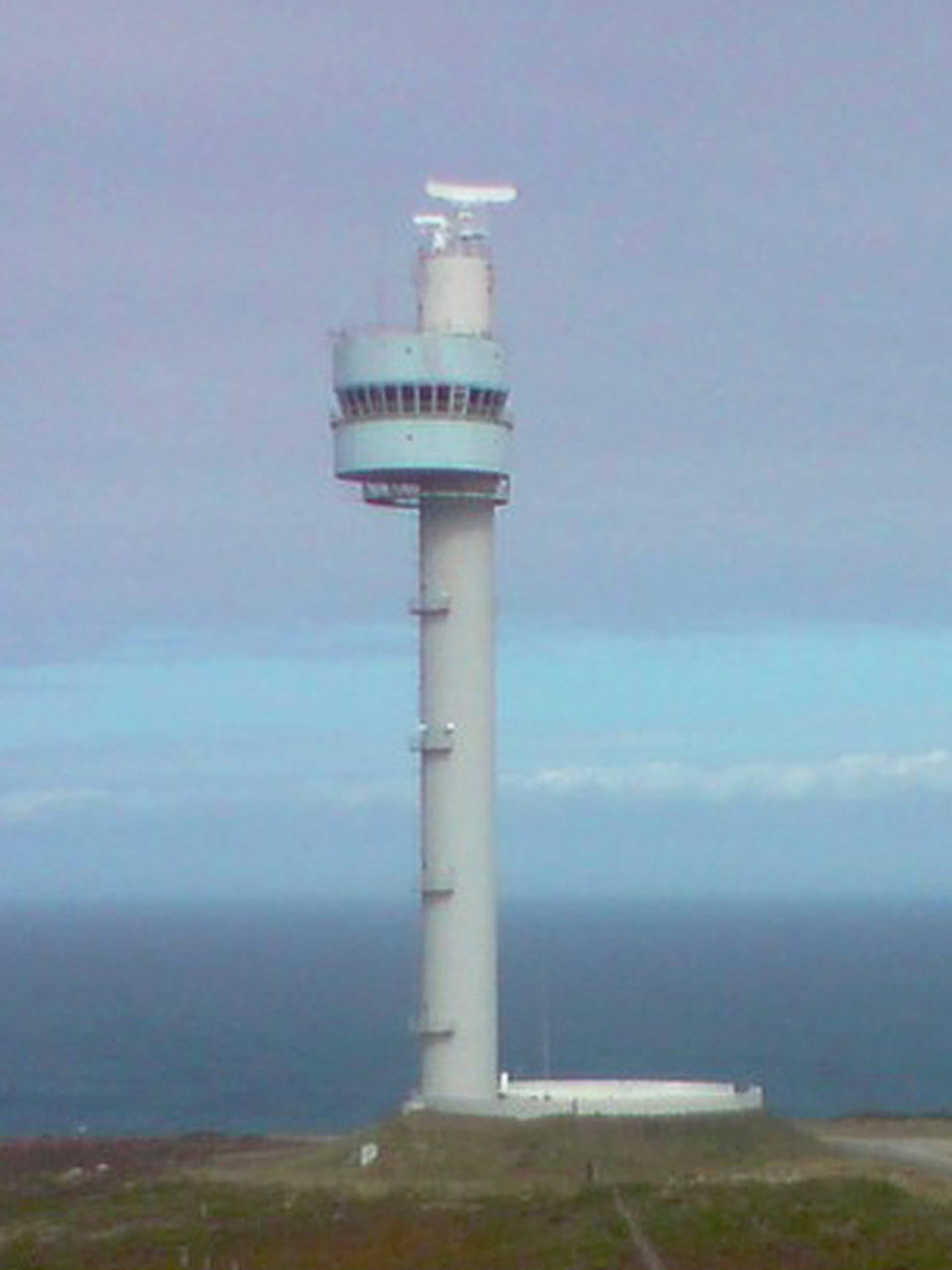
La torre radar a Le Stiff

## Società

### Evoluzione demografica
Abitanti censiti

## Mezzi di trasporto

### Come raggiungere l'isola
L'isola è comodamente raggiungibile via mare e via aria:
- Compagnia marittima Penn Ar Bed, che collega la Francia continentale (dai porti di Le Conquet-Camaret-Brest) con le isole del Mer d'Iroise
- Compagnia marittima Finist'Mer, che collega la Francia continentale (dai porti di Le Conquet-Camaret-Lanildut) con le isole Ouessant e Molène
- Compagnia aerea Finist'air, che collega l'aeroporto di Brest-Guipavas con Ouessant in 20 minuti

### Spostarsi sull'isola
Poiché la circolazione dei veicoli dei non residenti è interdetta, è possibile noleggiare biciclette sia presso il porto che presso il centro di Lampaul. In alternativa si possono utilizzare le linee di autobus che forniscono un ottimo servizio porto-Lampaul e ritorno (gli orari variano a seconda degli orari delle compagnie marittime), nonché visite commentate lungo itinerari che coprono i luoghi d'interesse.